# ده‌آسیاب (سنقر)
ده‌آسیاب (سنقر)، روستایی از توابع بخش مرکزی شهرستان سنقر در استان کرمانشاه ایران است.

## جمعیت
این روستا در دهستان پارسینه قرار دارد و براساس سرشماری مرکز آمار ایران در سال ۱۳۸۵، جمعیت آن ۲۰۰ نفر (۴۷خانوار) بوده‌است.